# Calicotome
Calicotome is een geslacht van doornige struiken uit de vlinderbloemenfamilie (Fabaceae). De soorten komen voor in het Middellandse zeegebied, waar ze deel uitmaken van de maquisbegroeiing. 

## Soorten
- Calicotome infesta (C. Presl) Guss.
- Calicotome ligustica (Burnat) Fiori
- Calicotome rigida (Viv.) Maire & Weiller
- Calicotome spinosa (L.) Link
- Calicotome villosa (Poir.) Link

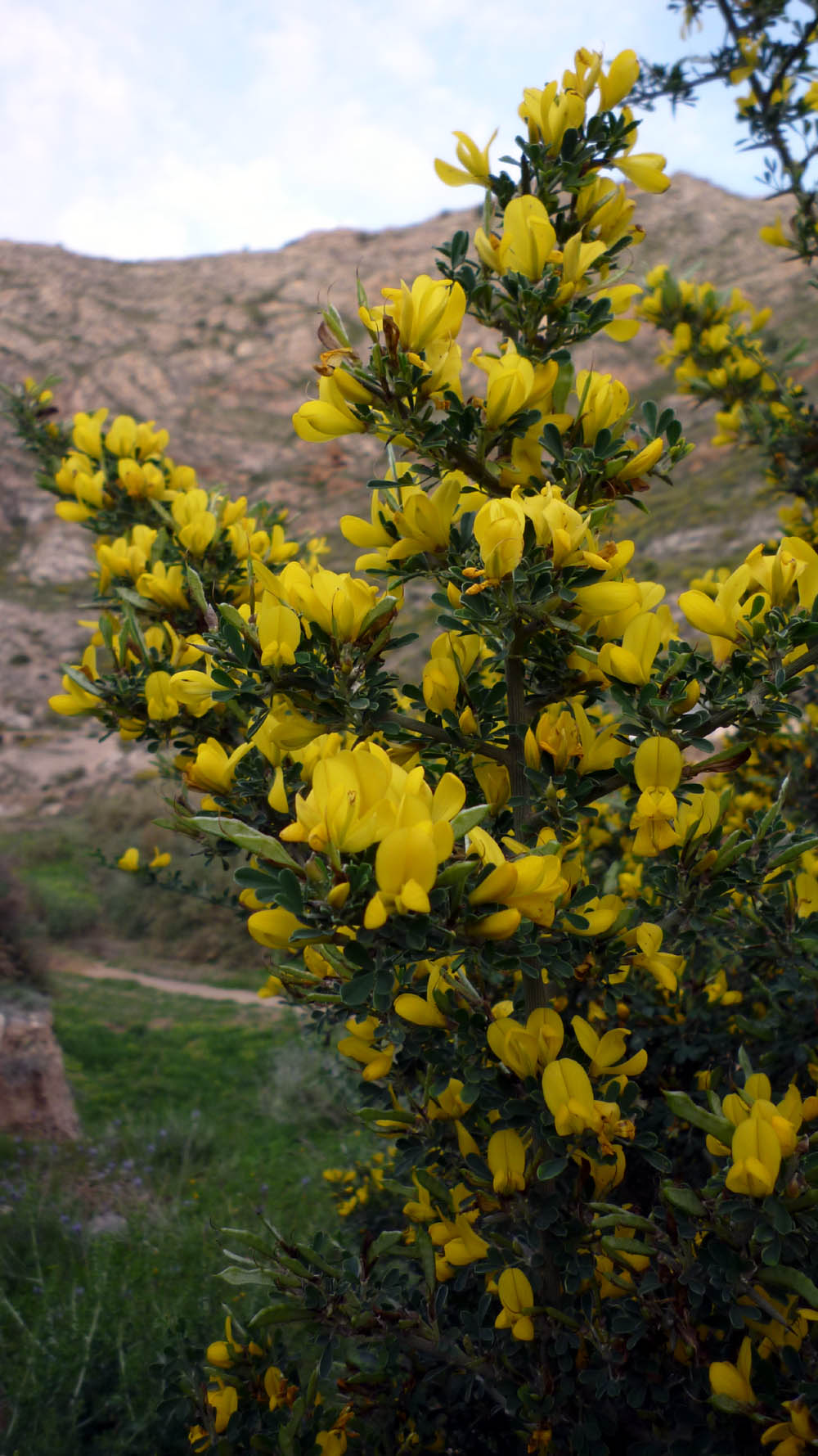
Calicotome infesta subsp. intermedia
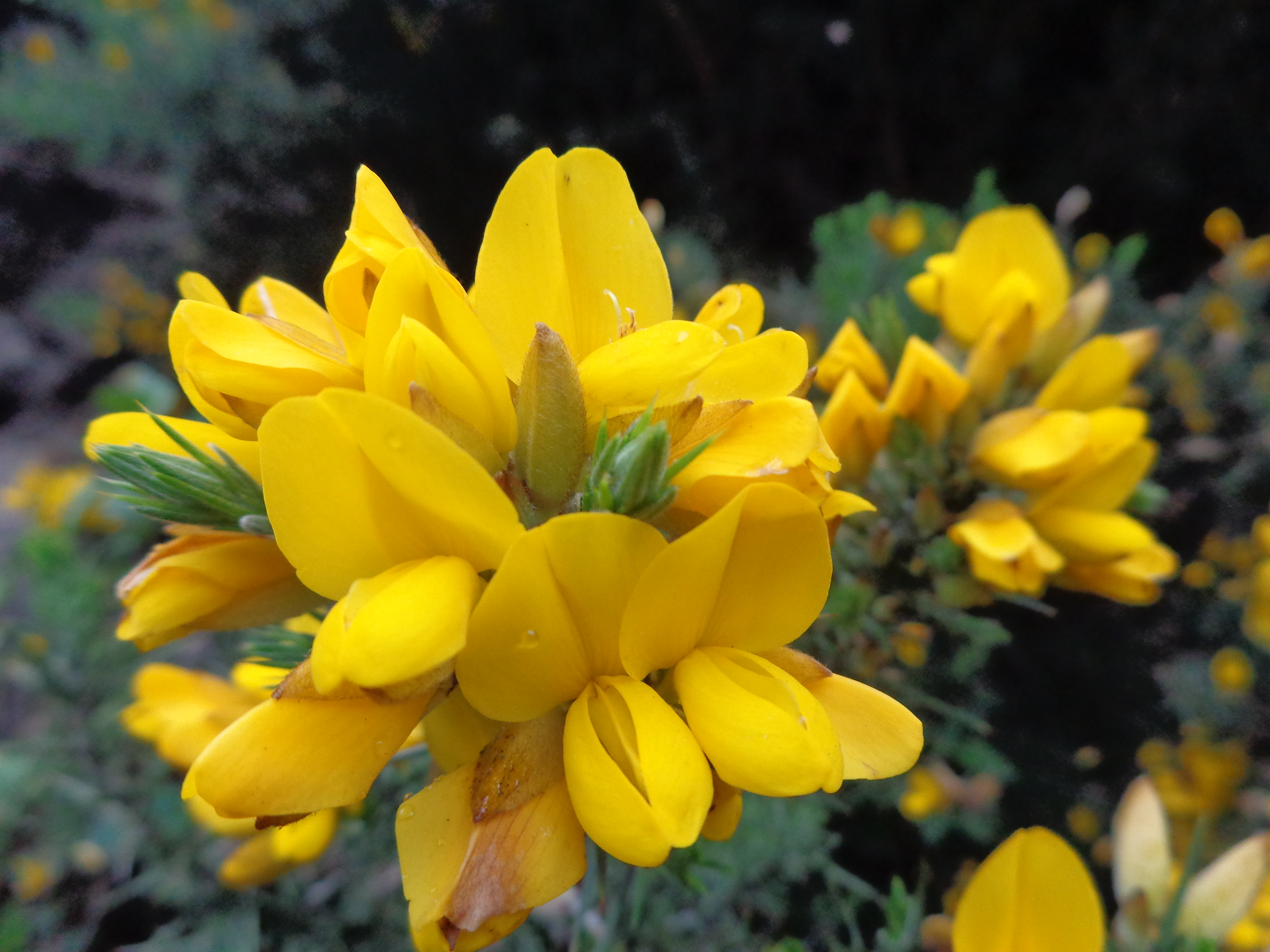
Calicotome spinosa
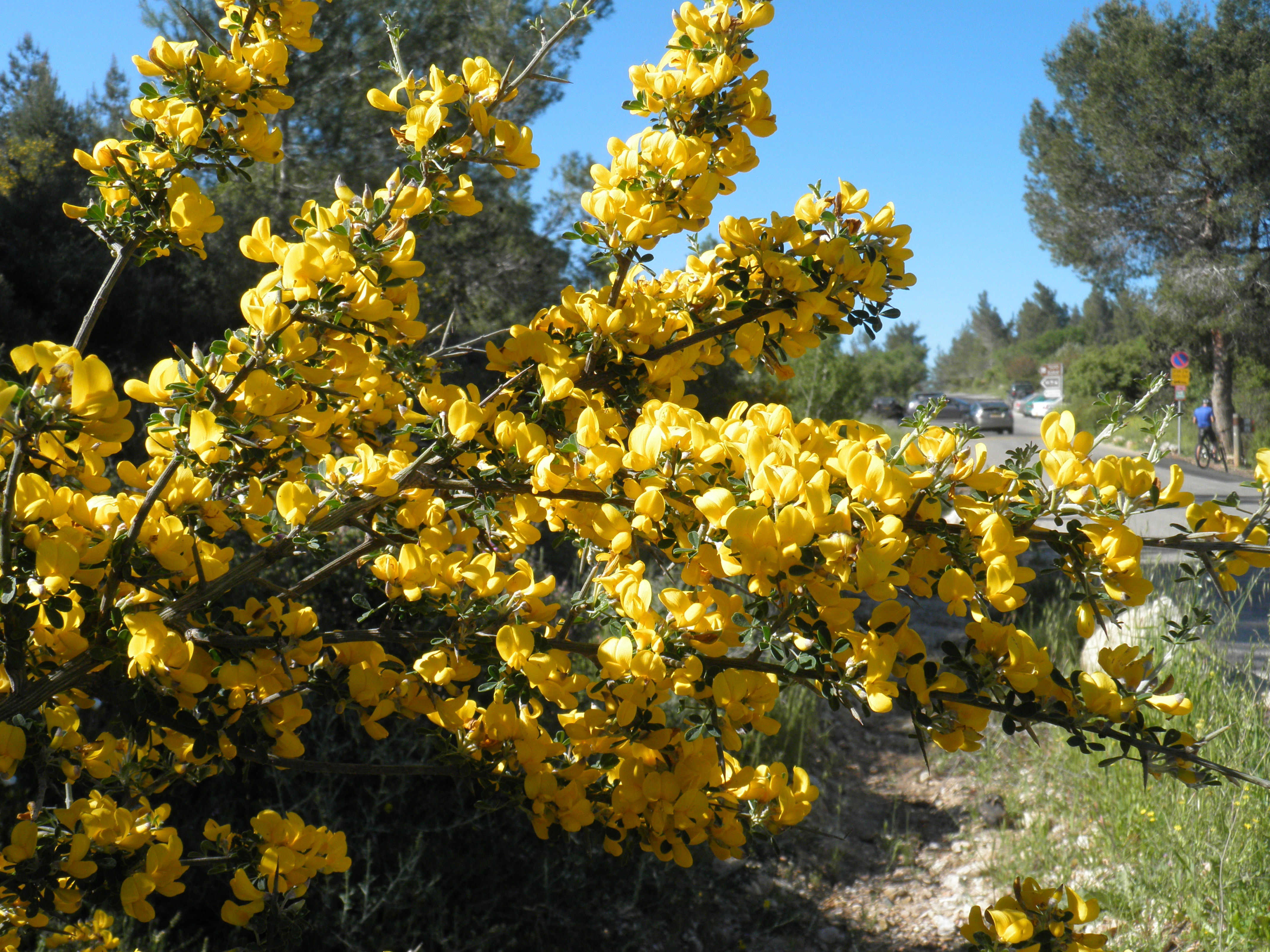
Calicotome villosa